# EARLY TIMES〜KOJI TAMAKI IN KITTY RECORDS
『EARLY TIMES〜KOJI TAMAKI IN KITTY RECORDS』(アーリー・タイムス～コウジ・タマキ・イン・キティ・レコーズ)は、日本のシンガーソングライターである玉置浩二のベスト・アルバム。
1997年4月25日にキティエンタープライズからリリースされた。ベスト・アルバムとしては企画ミニ・アルバム『玉置浩二ベスト・ソングス・フォー・ユー』（1995年）からおよそ1年8か月振りのリリースとなった。
正式なベスト・アルバムとしては『安全地帯/玉置浩二 ベスト』（1994年）は自身がボーカルを務める安全地帯とソロ楽曲との合作であったため、玉置浩二単独では初のベスト・アルバムとなった。本作にはキティレコード在籍時代の全シングル6作をカップリング曲を含めてリリース順に全曲収録している。

## 収録曲
| #         | タイトル         | 作詞             | 作曲             | 編曲               | 時間  |
| --------- | ---------------- | ---------------- | ---------------- | ------------------ | ----- |
| 1.        | 「All I Do」     | 松井五郎         | 玉置浩二         | クリス・キャメロン | 3:14  |
| 2.        | 「Only You」     | 松井五郎         | 玉置浩二         | ランディ・カーバー | 3:31  |
| 3.        | 「キ・ツ・イ」   | 松井“お月様”五郎 | 玉置“流れ星”浩二 |                    | 3:19  |
| 4.        | 「“Hen”」        | 松井“お月様”五郎 | 玉置“流れ星”浩二 |                    | 2:51  |
| 5.        | 「氷点」         | 並河祥太         | 玉置浩二         | 星勝               | 2:45  |
| 6.        | 「Will…」        | 並河祥太         | 玉置浩二         | 星勝               | 3:08  |
| 7.        | 「I'm Dandy」    | 松井“お月様”五郎 | 玉置“流れ星”浩二 |                    | 3:56  |
| 8.        | 「Sendenfor」    | 松井“お月様”五郎 | 玉置“流れ星”浩二 |                    | 2:26  |
| 9.        | 「行かないで」   | 松井五郎         | 玉置浩二         | 星勝               | 6:23  |
| 10.       | 「スケジュール」 | 松井五郎         | 玉置浩二         | 星勝               | 3:17  |
| 11.       | 「コール」       | 須藤晃           | 玉置浩二         | 玉置浩二           | 5:39  |
| 12.       | 「大切な時間」   | 玉置浩二         | 玉置浩二         | 玉置浩二           | 2:26  |
| 合計時間: | 合計時間:        | 合計時間:        | 合計時間:        | 合計時間:          | 42:55 |

## リリース日一覧
| No. | リリース日    | レーベル               | 規格 | カタログ番号 | 備考 | 出典        |
| --- | ------------- | ---------------------- | ---- | ------------ | ---- | ----------- |
| 1   | 1997年4月25日 | キティエンタープライズ | CD   | KTCR-1424    |      | [ 2 ] [ 3 ] |